# Акция «Б»
Акция Б (чеш. Akce B, укр. Акція Б) — военная операция чехословацких армейских подразделений и отрядов Сбора Народной Беспечности (службы безопасности) против УПА на территории Чехословакии. Целью операции было противодействие отрядам, которые шли рейдами на запад (в Австрию и Западную Германию) через территорию Чехословакии.

## Предыстория
Первые бандеровцы начали проникать на территорию Чехословакии ещё в 1945 году, лемки и бойки, живущие в восточной Словакии им достаточно симпатизировали, особенно много сочувствующих было в рядах духовенства. В те времена территория Словакии рассматривалась отрядами УПА как безопасное убежище, куда можно было отступить из Польши или Закарпатья в случае необходимости. их Также их целью была организация сети агентов и помощников, на которых бандеровцы бы могли опереться. Многие из бандеровских связных при поддержке местных священников получили фальшивые свидетельства о крещении и стали гражданами Чехословакии — вплоть до середины 1960-х чехословацкая госбезопасность проверяла свидетельства о рождении и крёстные листы граждан, впрочем, весьма со скромным успехом.
В августе 1945 году на территорию Словакии совершил рейд курень УПА под командованием «Прута» (Павла Вацика). Во время рейда произошло всего несколько мелких стычек повстанцев с противником, в результате чего несколько человек попали в плен. Не исключено, что 1 сентября в Стропкове ими был ликвидирован активист местной коммунистической партии. Как предполагается, одной из целей куреня было освобождение лагеря с немецкими военнопленными в Кисаке — УПА надеялась включить их в свои ряды, но чехословацкая контрразведка сработала чётко и предупредила Генштаб — в Кисак были посланы дополнительные войска. 10 сентября 1945 года курень вернулся на территорию Польши.
В ноябре 1945 года УПА отправила на территорию Чехословакии уже несколько отрядов (сотни Мирона, Кармелюка, Сокола, Перига, Бровка и Горбового). Повстанцы захватили несколько деревень — Збой, Новую Седлицу, Ублю, Улич и так далее. Здесь же появились первые жертвы этого рейда — в Колбасове было расстреляно 11 евреев, а в Уличе четверо. Так или иначе, правительство послало в Уличскую долину армию — 2500 человек, которые опять выдавили бандеровцев в Польшу (6 декабря 1945 года операция закончилась).
В марте-апреле 1946 года УПА снова организовала крупный рейд в Словакию. На территорию страны вошло три сотни (Мирона, Кармелюка и Бира). Бандеровцы захватили несколько десятков деревень в Восточной Словакии. Пытаясь разыграть национальную карту, они призывали словаков воевать за Йозефа Тисо, организовывали деревенские собрания в словацких сёлах. Были листовки и на чешском языке — для солдат чешской национальности, где чехам раскрывали глаза на «коммунистический заговор в Праге». Их планом было решено организовать антикоммунистическое партизанское движение в Словакии (создать словацкий отряд "Врхала"), что, впрочем, им не удалось. Чехословацкая армия 18 апреля 1946 года начала операцию "Широкие грабли" и вытеснила отряды УПА в Польшу. Восточная граница была усилена дополнительными армейскими соединениями и оборудована огневыми точками.

## Ход операции
В 1947 году в Польше началась печально известная операция "Висла" и УПА решила пробиваться через Чехословакию на запад – в зону американской оккупации в Австрии и Германии. В июне 1947 на территорию страны вошло несколько отрядов УПА. В общем, на конец июня на территории Чехословакии перешли: сотня «Ударники-4», объединённая с сотнями «Ударники-6» и «Ударники-7», под командованием Владимира Щигельского-«Бурлаки» — вместе 97 человек (из них 44 из сотни «Бурлаки» «Ударники-4», тогда как остальные 53 бойца — из сотен «Ударники-6» и «Ударники-7»), сотня «Ударники-2» под командой Михаила Дуды-«Громенко» — 120 человек и сотня «Ударники-1» под командой Романа Гробельского-«Бродича» — 80 человек, что в целом составило 277 воинов УПА. Польские документы подают оценку количества участников рейда в 160 бойцов, тогда как чешские источники, наоборот, представляют более высокое число — 500 бойцов.

### Рейд Михаила Дуды
Первой на территории Чехословакии оказалась рота Михаила Дуды-«Громенко». Несмотря на то, что ещё 13 июня 1947 Министерство внутренних дел ЧСР направило на территорию Восточной Словакии около 1000 служащих СНБ, повстанцам удалось миновать встречи с ними и незаметно для чехов продвигаться всё дальше вглубь страны.
Но уже вскоре начались бои с отрядами СНБ и чешской армии. Министерство обороны издало приказ о включении в специально созданной для борьбы с УПА части «Теплице» трёх батальонов из выпускников офицерских школ в Кошице, Брно и Клатове. Они получили, соответственно, названия «Тигр», «Рысь» и «Лев». К ним присоединены батальон «Оцел», что вместе составило 2000 солдат.
Уже 4 июля количество воинов, брошенных для борьбы с УПА, была увеличена до 4331 человек, из того 3271 солдат армии и 1060 членов СНБ. Кроме этого была проведена реорганизация части «Теплице», которая была преобразована в рейдирующую часть. К ней было включено, кроме батальонов «Тигр», «Рысь», «Лев» и «Оцел», специальный отряд «Сокол» из 14 взводов, два батальона («Явор» и «Осина») из полка «Словакия», авиационный отдел по 7 самолётов «Кобра», всего — 6939 человек.
Тем не менее, в конце июля — начале августа сотне «Громенко» удалось отвязаться от преследования. Отдел продвигался всё дальше на запад и 6 августа у села Лядце Швожа перешёл реку Мораву, а 17 августа уже квартировался недалеко города Брно, в окрестностях села Яструбица. С целью дезориентации врага было решено обходить город двумя группами, одна во главе с командиром, двинулась на юг, другая — на север. Место встречи было назначено в Баварии на 9-11 сентября.
11 сентября в 8:30 утра рота «Ударники-2» в количестве 36 бойцов сдала оружие бойцам 8-го Констабулярного отряда оккупационных войск США. Отряд Дуды был единственным, которому удалось сделать это организованно, не потеряв целостность боевой единицы.

### Рейд Владимира Щигельского
Отряд Владимира Щигельського-«Бурлаки» перешёл в Чехословакию на пять дней позже сотни «Громенко» в окрестностях села Телеповець. Переход границы прошёл без каких-либо столкновений. По свидетельствам офицера чехословацкой армии Вацлава Славика, поймать группу Щегельского было просто невозможно: повстанцы проходили через позиции чехословацкой армии «в форме длинной змеи, держась за руки и при необходимости поворачиваясь правее либо левее, или двигаясь назад, извиваясь как гадина». Бандеровцы использовали тактику трёх клиньев: первый клин скрытно подкрадывался к войскам оцепления и начинал стрельбу, чтобы напугать противника, а два других клина обходили его по флангам. Из-за отсутствия опыта партизанской и контрпартизанской войны чехословаки несли большие потери в живой силе, теряя даже курсантов.
К августу 1947 года отряд дошёл до долины реки Ваг, однако чехословацкие войска численностью 15 тысяч человек (к участию был привлечён полк «Словакия» и танковые соединения), пользуясь плохими погодными условиями (реки Ваг и Орава вышли из берегов), всё-таки окружили бандеровцев. 16 августа «Бурлака» разделил своих людей на 7 отдельных групп. «Бурлака» командовал последней сотней, в которой насчитывалось 68 человек. 17 августа 1947 года, когда группы уже были у татранского перевала Чертовица, они вступили в бой с чехословаками и ушли к Малой Татре. Однако в ночь с 3 на 4 сентября в хуторе Яношиково Щигельский после очередного боя вместе с четырьмя людьми (среди них была любовница Щигельского, Офелия) был схвачен. Обстоятельства пленения долгое время были неизвестны: по наиболее правдоподобной версии, Щигельский отдыхал в доме, ожидая прибытия лесоруба Ильчука, который должен был помочь переправиться его людям. В 23:15 поручик Чехословацкой армии Викидал приказал захватить дом, и Щигельский был задержан. Благодарность солдатам выразил генерал чехословацкой армии Юлиуш Носко, командир группы «Теплице», поблагодарив «всех офицеров, ротмистров, курсантов, солдат, всех служащих СНБ, подчинённых Теплице, которые в шестинедельных боевых условиях успешно завершили ликвидацию банды Бурлаки». Немногие люди из сотни Щигельского сумели пройти окружение и добраться до американской зоны оккупации С заключением Владимира Щигельского акция зачистки территории ещё больше усилилась. 22 сентября к ней привлечено партизанские отряды численностью 3630 солдат.
Сразу после ареста Владимира Щигельского в сопровождении генерала Носко отвезли в Жилины. Здесь он встретился с министром внутренних дел Чехословакии. Разговор касался тех украинских повстанцев, что ещё пробовали пробиться в Германию. Министр заверил, что вырваться из окружения у них нет шансов, а дальнейшие попытки это сделать принесут только ненужные потери с обеих сторон. Он предложил Щигельскому написать обращение к воинам УПА с призывом сдаться. Сотник выдвинул следующие условия: пленные повстанцы будут трактованы как военнопленных со всеми гарантированными этой категории международными соглашениями правами, и, что было очень важно для повстанцев, их передадут в Польшу. Министр дал обещание соблюсти эти требования, и 5 сентября 1947 «Бурлака» написал обращение «К членам УПА на территории Чехословакии».
Первым местом заключения Владимира Щигельского была тюрьма Брезно над Гроном. Именно здесь 7 и 14 сентября состоялись допросы «Бурлаки». Во время их проведения он, рассказывая о себе и украинское освободительное движение, пытался объяснить тюремщикам, чем на самом деле была УПА, за что и против кого она борется. После допросов его перевезли в Жилины, а затем и к Кошице, где поместили в так называемых Штефанковых казармах.
Дружелюбное отношение к украинским повстанцам со стороны тюремщиков резко изменилось с приходом к власти в Чехословакии в феврале 1948 году коммунистов. Уже вскоре «Бурлака» был переведён из казармы в тюрьму военного суда в Кошице, где он сидел в IV-м отделении, в камере № 4.

### Рейд Романа Гробельского
Меньше информации есть о рейде роты Романа Гробельского-«Бродича». Приказ об уходе этой роты на Запад был издан ещё в мае 1947 года, однако из-за отсутствия связи Гробельский получил его только в августе этого же года. Некоторое время Роман Гробельский пытался связаться со вторым взводом «Урала» своей сотни, чтобы передать ему приказ, однако ему это не удалось, и он вынужден был отправляться в рейд. Двигаться «Бродич» решил более другим, чем его предшественники, путём, а именно через территорию Польши по северным склонам Бескида до рек Орава и Тешинская, а затем перейти границу в Моравию. Причиной этого был большой размах противоповстанческий акций в Чехословакии, о которых было известно даже украинским повстанцам Лемковщины.
Отправился отряд Гробельского в рейд 2 сентября и двигался по польской территории две недели. Несмотря на большую насыщенность поприща враждебными военными, было решено разделиться на две группы, рейдирующими неподалеку от пограничного городка Висла. Отдельные отделы перешли границу у Яблункова и Мостов, произошло это в ночь с 26 на 27 сентября. Долгое время восставшие не встречали войск и спокойно переправились через Мораву. Только при Моравской Требовой произошла небольшая стычка, с которой, однако, удалось выбраться без потерь. Но дальнейшее продвижение было затруднено негативным отношением к повстанцам из-за прокоммунистически настроенных чехов. Отдельным членам роты «Бродича» удалось дойти до Германии, но командир 30 октября 1947 был захвачен в плен в селе Коругев у Полички.

## Завершение операции
В приказе № 70 ПО «Теплице» от 3 октября 1947 указано, что переход отрядов УПА на территорию Чехословакии в конце концов прекращен. Через 17 дней был издан последний 82-й приказ этой части, объявлял ее полное расформирование. По данным чехословацкого министерства внутренних дел, в результате операции "Акция Б" было убито 59 бандеровцев, взято в плен и ранено 39, взято в плен 217 человек, добровольно сдалось 29 человек. С чехословацкой стороны погибло 24 солдата и сотрудника госбезопасности. До американской зоны оккупации добралось лишь 1/5 первоначального состава — 97 человек.
Однако, еще в течение долгого времени (до осени 1949 года) в Западную Германию прибывали группы украинских повстанцев, которые потеряли связь с командованием или членами гражданской сети ОУН, которые приходили со специальными заданиями для содержания связи. Всего, по информации Степана Бандеры, в течение 1947—1949 годов в Германию прибыли около 300 бойцов УПА и членов гражданской сети ОУН.